# Actenoncus
Actenoncus is een geslacht van kevers uit de familie van de loopkevers (Carabidae). De wetenschappelijke naam van het geslacht is voor het eerst geldig gepubliceerd in 1871 door Chaudoir.

## Soorten
Het geslacht Actenoncus omvat de volgende soorten:
- Actenoncus ater (Castelnau, 1835)
- Actenoncus foersteri Andrewes, 1931
- Actenoncus wallacei Tian & Deuve, 2009